# Madonna bij de fontein
De Madonna bij de fontein is een paneeltje van de hand van Jan van Eyck dat zich in het Koninklijk Museum voor Schone Kunsten in Antwerpen bevindt. Het is een van de vijf authentieke werken van Jan van Eyck die zich nog in een Belgische collectie bevinden.
De Madonna bij de fontein draagt het inventarisnummer 411. Het eikenhouten paneeltje meet 19 x 12,5 cm (zonder de lijst).

## Signatuur en datering
Het werkje heeft nog steeds zijn originele lijst. Zoals bij Jan van Eyck wel vaker voorkomt is het werk op de lijst gesigneerd en gedateerd. Onderaan staat te lezen: "ALS IXH CAN", "JOHES DE EYCK ME FECIT + [COM]PLEVIT ANNO 1439" (="Als ik kan", "Jan van Eyck maakte mij & voltooide [mij] in het jaar [des heren] 1439"). Het is het laatst gedateerde werk dat van Jan van Eyck bewaard is gebleven.

## Iconografie
De madonna staat voor een in rijkelijk brokaat uitgewerkt eredoek dat door twee Engelen wordt opgehouden. Daar achter is een tuin zichtbaar met een zogenaamde "zodenbank", en omsloten door een bloeiende rozenhaag. De madonna staat op het eredoek waarrond het gras van de tuin is weergegeven. In dit grasperkje groeien allerlei bloemen en kruiden die zeer nauwkeurig zijn weergegeven. Ter rechterzijde van de Madonna staat een geelkoperen fonteintje, bekroond met een leeuw, waarin helder water neerklatert.
Al de elementen in de tuin zinspelen op Maria en haar maagdelijkheid. De tuin zelf, omsloten door de rozenhaag is een "Hortus conclusus", een besloten hof, die de maagdelijkheid goed heeft bewaard. De fontein verwijst naar Maria als "Fons hortorum" of bron der tuinen, een uit het Oudtestamentische Hooglied ontleende benaming. In de christelijke symboliek staat de fontein ook voor de "levensbron" waaruit het levendige water ontspringt. Een fontein is ook op het centrale paneel van het Lam Gods afgebeeld. De rozen verwijzen naar nog een andere naam voor Maria; die van "Plantatio Rosae in Jericho" of Rozentuin van Jericho. De rozen en irissen op de achtergrond zijn ook symbolen voor Maria en haar maagdelijkheid ("Rosa Mystica", "Lilium Convallis").
Gezien het kleine formaat was het paneeltje vast en zeker bedoeld voor de privédevotie van de opdrachtgever. Zulke schilderijtjes werden gebruikt bij dagelijks gebed en contemplatie. Voor het madonnatype greep Jan van Eyck terug naar het voorbeeld van de Byzantijnse Maria Eleousa (Maria de Barmhartige), die haar wang zacht en moederlijk naar het gelaat van het kind brengt en daarmee de opofferende moederliefde uitdrukt.

## Historiek
Deze intieme compositie kende blijkbaar veel succes want er zijn enkele kopieën bewaard of gedocumenteerd. Margaretha van Oostenrijk bezat een versie van dit werkje in haar collectie in Mechelen. Het is niet zeker of het hier om het origineel ging of om een kopie. Een zeer mooie en nauwkeurige 15de-eeuwse kopie (vermoedelijk uit het atelier van Van Eyck) bevond zich in de collectie van de kunsthandelaar Rob Noortman in Maastricht en werd onder meer in Brugge in 2002 tentoongesteld. Het madonnatype stond ook model voor de "Madonna van Jan de Vos", een werk dat vroeger aan Petrus Christus werd toegeschreven maar waarvan men nu aanneemt dat het na Jan van Eycks dood in diens atelier ontstond.
Het Antwerpse paneeltje werd omstreeks 1830 door Ridder Florent van Ertborn uit het bezit van de pastoor van Dikkelvenne (Oost-Vlaanderen) verworven. Waar het zich voordien bevond is niet bekend. Ridder van Ertborn liet na zijn dood zijn opmerkelijke collectie van oude meesters na aan de stad Antwerpen die vandaag in feite nog steeds de eigenaar is van het werk.

## Weblinks
Men kan een aantal werken van Jan van Eyck raadplegen en sterk vergroten op de website Further works by Jan van Eyck van het KIK/IRPA.